# 赵君亮
赵君亮（1942年—），男，浙江宁波人，中国天文学家，中国科学院上海天文台研究员、原台长，曾任中国天文学会理事。